# Sesamum
Genre
Sesamum est un genre de plantes de la famille des Pedaliaceae.

## Liste des espèces, variétés et sous-espèces
Selon BioLib (7 août 2017) :
- Sesamum alatum Thonn.
- Sesamum indicum L.
- Sesamum radiatum Schumacher

Selon GRIN (7 août 2017) :
- Sesamum alatum Thonn.
- Sesamum angolense Welw.
- Sesamum angustifolium (Oliv.) Engl.
- Sesamum capense Burm. f.
- Sesamum indicum L.
- Sesamum laciniatum J. G. Klein ex Willd.
- Sesamum marlothii Engl.
- Sesamum prostratum Retz.
- Sesamum radiatum Schumach.
- Sesamum schinzianum Asch.
- Sesamum triphyllum Welw. ex Asch.

Selon ITIS (7 août 2017) :
- Sesamum alatum Thonn.
- Sesamum indicum L.
- Sesamum radiatum Schumach.

Selon NCBI (7 août 2017) :
- Sesamum abbreviatum
- Sesamum alatum
- Sesamum capense
- Sesamum indicum
  - variété Sesamum indicum var. malabaricum
- Sesamum lepidotum
- Sesamum marlothii
- Sesamum occidentale
- Sesamum prostratum
- Sesamum radiatum
- Sesamum rigidum
  - sous-espèce Sesamum rigidum subsp. merenskyanum
- Sesamum schenckii
- Sesamum schinzianum
- Sesamum triphyllum

Selon The Plant List (7 août 2017) :
- Sesamum abbreviatum Merxm.
- Sesamum alatum Thonn.
- Sesamum angolense Welw.
- Sesamum biapiculatum De Wild.
- Sesamum calycinum Welw.
- Sesamum capense Burm. f.
- Sesamum digitaloides Welw. ex Schinz
- Sesamum gracile Endl.
- Sesamum hopkinsii Suess.
- Sesamum indicum L.
- Sesamum lamiifolium Engl.
- Sesamum latifolium J.B. Gillett
- Sesamum lepidotum Schinz
- Sesamum macranthum Oliv.
- Sesamum marlothii Engl.
- Sesamum mombazense De Wild. & T.Durand
- Sesamum parviflorum Seidenst.
- Sesamum pedalioides Welw. ex Hiern
- Sesamum radiatum Schumach. & Thonn.
- Sesamum rigidum Peyr.
- Sesamum rostratum Hochst.
- Sesamum sabulosum A.Chev.
- Sesamum schinzianum Asch.
- Sesamum somalense Chiov.
- Sesamum thonneri De Wild. & T. Durand
- Sesamum triphyllum Welw. ex Asch.

Selon Tropicos (7 août 2017) (Attention liste brute contenant possiblement des synonymes) :
- Sesamum abbreviatum Merxm.
- Sesamum africanum Tod.
- Sesamum alatum Thonn.
- Sesamum angolense Welw.
- Sesamum angustifolium (Oliv.) Engl.
- Sesamum antirrhinoides Welw. ex Asch.
- Sesamum baumii Stapf
- Sesamum biapiculatum De Wild.
- Sesamum brasiliense Vell.
- Sesamum calycinum Welw.
- Sesamum capense Burm. f.
- Sesamum digitaloides Welw. ex Schinz
- Sesamum dinteri Schinz
- Sesamum edule hort. ex Steud.
- Sesamum ekambaramii Naidu
- Sesamum foetidum Afzel. ex Engl.
- Sesamum gibbosum Bremek. & Oberm.
- Sesamum gracile Endl.
- Sesamum grandiflorum Schinz
- Sesamum heudelotii Stapf
- Sesamum hopkinsii Suess.
- Sesamum indicum L.
- Sesamum javanicum Burm. f.
- Sesamum laciniatum Klein ex Willd.
- Sesamum lamiifolium Engl.
- Sesamum latifolium J.B. Gillett
- Sesamum lepidotum Schinz
- Sesamum luteum Retz.
- Sesamum macranthum Oliv.
- Sesamum malabaricum Burm.
- Sesamum marlothii Engl.
- Sesamum microcarpum Engl.
- Sesamum mombazense De Wild. & T. Durand
- Sesamum mulayanum N.C. Nair
- Sesamum occidentalis Heer & Regel
- Sesamum oleiferum Sm.
- Sesamum orientale L.
- Sesamum parviflorum Seidenst.
- Sesamum pedalioides Welw. ex Hiern
- Sesamum prostratum Retz.
- Sesamum radiatum Schumach.
- Sesamum repens Engl. & Gilg
- Sesamum rigidum Peyr.
- Sesamum rostratum Hochst.
- Sesamum sabulosum A. Chev.
- Sesamum schenckii Asch.
- Sesamum schinzianum Asch.
- Sesamum somalense Chiov.
- Sesamum talbotii Wernham
- Sesamum tavakarii M.R.Almeida & S.M. Almeida
- Sesamum thonneri De Wild. & T. Durand
- Sesamum trifoliatum Mill.
- Sesamum triphyllum Welw. ex Asch.